# Neoserica uncinata
Neoserica uncinata är en skalbaggsart som beskrevs av Brenske 1899. Neoserica uncinata ingår i släktet Neoserica och familjen Melolonthidae. Inga underarter finns listade i Catalogue of Life.